# Assassinato de Larry King
Lawrence Fobes King, também conhecido como Latisha King (13 de janeiro de 1993 – 14 de fevereiro de 2008) era um estudante de 15 anos da E.O. Green Junior High School em Oxnard, Califórnia, que foi baleado duas vezes por um colega estudante, Brandon McInerney, de 14 anos, e manteve suporte vital por dois dias depois.
A Newsweek descreveu o tiroteio como "o crime de preconceito gay mais proeminente desde o assassinato de Matthew Shepard em 1998", chamando a atenção para questões de violência armada, bem como expressão de gênero e identidade sexual de adolescentes.
Após muitos atrasos e uma mudança de local, o primeiro julgamento de McInerney começou em 5 de julho de 2011, no distrito de Chatsworth, em Los Angeles. Esse julgamento terminou em 1º de setembro de 2011, quando o juiz Charles Campbell declarou a anulação do julgamento porque o júri não conseguiu chegar a um veredicto unânime. Os promotores decidiram julgar McInerney novamente, mas retiraram a acusação de crime de ódio. Em 21 de novembro de 2011, McInerney evitou o novo julgamento agendado ao se declarar culpado de homicídio de segundo grau, homicídio culposo e uso de arma de fogo. Seu apelo resultou em uma sentença de 21 anos de prisão.

## Partes envolvidas

### Lawrence King
Lawrence Fobes King nasceu em 13 de janeiro de 1993 no Ventura County Medical Center, em Ventura, Califórnia, filho de uma mãe de 15 anos viciada em crack-cocaína e álcool. King era meio afro-americano. Seu pai biológico abandonou a esposa, e sua mãe, que não conseguia cuidar de King, recorreu à prostituição para sustentar os filhos e o vício em drogas. Dois anos depois, King e seu irmão, recém-nascido, foram adotados por Gregory e Dawn King.
King recebeu medicação para transtorno de déficit de atenção e hiperatividade e, de acordo com Gregory King, foi diagnosticado com transtorno de apego reativo, uma condição na qual uma criança não consegue desenvolver relacionamentos com seus cuidadores. Ele também foi forçado a repetir a primeira série. Na terceira série, King começou a ser intimidado por seus colegas devido à sua efeminação e franqueza sobre ser gay, tendo se assumido aos dez anos de idade.
Aos doze anos, King foi colocado em liberdade condicional por roubo e vandalismo, após retirar comida da geladeira da casa onde morava. Em novembro de 2007, ele foi removido de sua casa adotiva e colocado em uma casa coletiva e centro de tratamento chamado Casa Pacifica depois de alegar que seu pai adotivo estava abusando fisicamente dele, uma acusação negada por Gregory King.
King encontrou um ambiente um pouco mais receptivo na E.O. Green Junior High School, na sétima série. Ele saía com um grupo de meninas, mas ainda era ridicularizado pelos meninos em sua aula de educação física. Os meninos o intimidaram abertamente quando ele começou a frequentar a escola usando acessórios e roupas femininas, salto alto e maquiagem em janeiro de 2008. O irmão mais novo de King, Rocky, também sofreu bullying por causa de seu relacionamento com Larry.
Alguns professores acreditavam que a maneira de vestir de King era uma distração e, portanto, uma violação do código de vestimenta da escola. A lei anti-discriminação da Califórnia impede a discriminação com base no gênero, incluindo a expressão de gênero, pelo que ele não foi impedido de se vestir de acordo com a sua preferência. Além de vestir roupas femininas, King começou a pedir para ser chamado de Latisha uma semana e meia antes do tiroteio.

A escola emitiu um aviso formal por e-mail para todos os professores em 29 de janeiro de 2008. Escrito pela diretora assistente da oitava série, Sue Parsons, dizia, em parte:
Temos um aluno no campus que optou por expressar sua sexualidade usando maquiagem. É seu direito fazê-lo. Algumas crianças acham isso divertido, outras ficam incomodadas com isso. Contanto que isso não cause interrupções na sala de aula, ele está dentro de seus direitos. Pedimos que você converse com seus alunos sobre ser civilizado e não fazer julgamentos. Eles não precisam gostar, mas precisam dar-lhe espaço. Também pedimos que você fique atento a possíveis problemas. Se você quiser conversar mais sobre isso, entre em contato comigo ou com Joy Epstein.
Nos meses anteriores ao tiroteio, King começou a responder na mesma moeda ao assédio constante de seus colegas. Ele dizia aos meninos que o assediavam no vestiário que eles pareciam atraentes ou perguntava se ele poderia sentar-se à mesa deles no refeitório. Alguns meninos relataram aos professores que ele lhes dizia: "Eu sei que vocês me querem", nos corredores entre as aulas. Em documentos judiciais, os promotores descreveram esses comportamentos como uma resposta à crescente agressão de outros meninos, particularmente Brandon McInerney, com quem King teve uma série de disputas verbais "acrimoniosas" nas semanas anteriores ao tiroteio.
Vários professores e o pai de King acusaram Joy Epstein, uma das diretoras assistentes da escola, de encorajar a extravagância de King como parte de uma suposta "agenda política".

### Brandon McInerney
Brandon David McInerney nasceu em 24 de janeiro de 1994, em Ventura, Califórnia. Sua mãe, Kendra, tinha antecedentes criminais e era viciada em metanfetamina. Em 1993, Kendra acusou seu marido William de atirar em seu braço com uma pistola .45 ACP. Em outro incidente, William McInerney sufocou sua esposa quase até a inconsciência depois que ela o acusou de roubar medicamentos para TDAH de seu filho mais velho. Ele não contestou e cumpriu dez dias de prisão e 36 meses de liberdade condicional sob a acusação de violência doméstica. Entre agosto de 2000 e fevereiro de 2001, William McInerney contatou os Serviços de Proteção à Criança pelo menos cinco vezes para expressar preocupação com o fato de seu filho morar com a mãe. Em 2001, ele entrou com uma ordem de restrição contra Kendra, e em 2004, Brandon foi colocado sob a custódia de seu pai, pois sua mãe havia entrado em um programa de reabilitação de drogas.

## O tiroteio
Em julho de 2008, a Newsweek relatou que um ou dois dias antes do tiroteio, King entrou na quadra de basquete no meio de um jogo e pediu a McInerney para ser seu namorado na frente dos membros da equipe que zombaram de McInerney. Logo após a hora do almoço em 11 de fevereiro, King passou por McInerney em um corredor e supostamente gritou: "Amo você, baby." Mais tarde naquele dia, King foi visto "desfilando" para frente e para trás com botas de salto alto e maquiagem na frente de McInerney. De acordo com uma professora, um grupo de meninos estava rindo de McInerney, que estava visivelmente chateado e a diretora assistente Joy Epstein, percebendo a reação de McInerney, apontou o dedo para ele. Quando McInerney sofreu provocações por causa do incidente, ele tentou recrutar outros estudantes para atacar King, mas ninguém expressou interesse. Ele então disse a um dos amigos de King para se despedir dele "porque ela nunca mais veria [King]".
Na manhã de 12 de fevereiro de 2008, McInerney foi testemunhado repetidamente olhando para King durante uma aula em um laboratório de informática. Aproximadamente às 8h15, horário local, McInerney tirou de sua mochila um revólver .22 Long Rifle pertencente a parentes e atirou duas vezes na nuca de King. Após o tiroteio, McInerney jogou a arma no chão e saiu da sala de aula. Ele foi detido pela polícia a cinco quarteirões do campus da escola, cerca de sete minutos depois.
King foi transportado para o St. John's Regional Medical Center, onde foi listado em estado grave. Ele foi declarado com morte cerebral em 13 de fevereiro, mas permaneceu em aparelhos de suporte vital por dois dias para que seus órgãos pudessem ser doados.

## Resposta
Vigílias e marchas foram organizadas nos Estados Unidos após a morte de King. Condolências foram expressas por, entre muitos outros, Judy Shepard, o presidente da Human Rights Campaign, Joe Solmonese, a senadora Hillary Clinton e apresentadora de televisão Ellen DeGeneres. Mil estudantes do Distrito Escolar de Hueneme, onde E.O. Green está localizado, marcharam para prestar homenagem a King em 16 de fevereiro de 2008, quatro dias após o tiroteio.
Um novo projeto de lei sobre educação para a diversidade foi apresentado em nome de King pelo deputado da Califórnia, Mike Eng, dizendo: "Precisamos ensinar aos jovens que existe um currículo chamado educação para a tolerância que deveria estar em todas as escolas. Devemos ensinar aos jovens que a diversidade não é algo ser atacado, mas a diversidade é algo que precisa ser abraçado porque a diversidade faz da Califórnia o grande estado que é." O projeto exigiria aulas obrigatórias sobre diversidade e tolerância nos distritos escolares da Califórnia.
Uma vigília local em Ventura, Califórnia, foi organizada um ano após a morte de King. O Dia do Silêncio de 2008, que tem como objetivo protestar contra o assédio LGBT e ocorreu em 25 de abril, foi especialmente dedicado a King. O pai de King, Greg, não estava convencido de que seu filho adotivo era gay, já que Larry havia lhe contado recentemente que ele era na verdade bissexual. Greg acredita que Larry estava assediando sexualmente McInerney e expressou preocupação com o fato de King estar se tornando um garoto-propaganda das questões dos direitos dos homossexuais.
Alguns professores também mostraram alguma simpatia por McInerney, afirmando: "Falhamos com Brandon... Não sabíamos que o bullying vinha do outro lado - Larry estava pressionando o máximo que podia, porque gostava da atenção". Centenas de alunos da escola assinaram uma petição solicitando que McInerney fosse julgado como menor.

## Críticas à escola
Em agosto de 2008, a família de King entrou com uma ação contra a E.O. Green Junior High School no Tribunal Superior do Condado de Ventura, alegando que o fato de a escola permitir que King usasse maquiagem e roupas femininas foi um fator que levou à sua morte. De acordo com o Gabinete do Procurador-Geral da Califórnia, no entanto, a escola não poderia legalmente ter impedido King de usar roupas de meninas porque a lei estadual impede a discriminação de gênero.
De acordo com um artigo da Newsweek publicado em 19 de julho de 2008, alguns professores da E.O. Green alegaram que a diretora assistente Joy Epstein estava "encorajando a extravagância de King para ajudar a promover uma 'agenda'". Quando Epstein foi posteriormente promovida a diretora de outra escola pública local, o pai de King descreveu isso como um "tapa na cara da minha família". O superintendente, Jerry Dannenberg, afirmou que Epstein recebeu a promoção porque “ela era a pessoa mais qualificada para o novo cargo principal”.

## Processos judiciais pré-julgamento
Em fevereiro de 2008, o advogado de McInerney, William Quest, estava pensando em pedir uma mudança de local. Em 24 de julho de 2008, o juiz Douglas Daily do Tribunal Superior do Condado de Ventura decidiu que McInerney seria julgado como adulto, com recurso da decisão. Em 7 de agosto de 2008, no mesmo tribunal, McInerney se declarou inocente de assassinato premeditado e crime de ódio. Uma audiência preliminar foi marcada para 23 de setembro de 2008, que foi remarcada para 14 de outubro de 2008.
Em 23 de setembro de 2008, o tribunal nomeou Willard Wiksell, advogado de Ventura, guardião ad litem de McInerney. Anteriormente, a família de McInerney tomou medidas para demitir seu advogado, William Quest, do Gabinete de Defensoria Pública e contratar o United Defense Group, um escritório de advocacia de defesa criminal de Los Angeles. No entanto, a Defensoria Pública apresentou uma petição afirmando que o United Defense Group pode não ter em mente os melhores interesses de McInerney.
Em 14 de outubro de 2008, depois que o tribunal recebeu um relatório do tutor nomeado ad litem e determinou que o réu não havia sido coagido a mudar de representação e sabia o que estava fazendo, o Tribunal Superior do Condado de Ventura permitiu que McInerney demitisse seu Defensor Público, William Quest e o Gabinete de Defensoria Pública, e contratar o United Defense Group juntamente com a advogada Robyn Bramson como seus advogados. O tribunal também negou uma moção para impedir que os ex-representantes do réu na Defensoria Pública falassem sobre o caso, especialmente à mídia.
Em 8 de dezembro de 2008, o Tribunal Superior do Condado de Ventura decidiu que McInerney, após ser avaliado por um psiquiatra e um psicólogo, era competente para ser julgado. Nesse mesmo dia, Scott S. Wippert, do United Defense Group, apresentou uma moção legal para descoberta, pedindo ao tribunal que ordenasse ao promotor público que fornecesse documentos para descobrir se os promotores exerceram discrição ao enviar o caso de McInerney ao sistema judicial de adultos. Em 29 de dezembro de 2008, a juíza Rebecca Riley negou a moção, alegando que não havia evidências de abuso de poder discricionário na transferência de McInerney do tribunal de menores para o tribunal de adultos.
Em 26 de janeiro de 2009, a audiência preliminar foi adiada para 17 de março, para dar aos advogados de McInerney tempo para apelar da rejeição do juiz Riley da moção de descoberta de dezembro. Em 18 de março de 2009, a audiência foi novamente adiada, quando William McInerney, o pai de Brandon, foi encontrado morto em sua sala de estar na área de Silver Strand, perto de Oxnard, após sofrer um ferimento acidental na cabeça em uma queda. O juiz Riley concedeu permissão a Brandon McInerney para deixar o centro de detenção juvenil e comparecer ao funeral de seu pai.
Em 27 de agosto de 2009, em sua acusação no Tribunal Superior do Condado de Ventura, McInerney se declarou inocente de todas as acusações. O juiz, Bruce Young, marcou a data da audiência pré-julgamento para 23 de outubro de 2009, e a data de início do julgamento para 1º de dezembro de 2009.
Em 1º de setembro de 2009, o juiz do Tribunal Superior do Condado de Ventura, Kevin DeNoce, decidiu que a adição de uma alegação de espera à lista de acusações era aceitável. A adição desta alegação significaria automaticamente que o caso deveria ser ouvido num tribunal de adultos. O acréscimo foi solicitado e, em novembro, o Tribunal de Apelação do 2º Distrito de Ventura negou o pedido para anular a decisão anterior, concluindo que o Ministério Público não agiu de forma vingativa ao adicionar a alegação de espera à acusação de homicídio.
Em 21 de janeiro de 2010, a Suprema Corte do Estado rejeitou a petição para anular a decisão anterior do juiz do Tribunal Superior do Condado de Ventura.
Após um adiamento de 14 de maio de 2010, o julgamento de McInerney foi marcado para começar em 14 de julho de 2010, no Tribunal Superior do Condado de Ventura, mas foi novamente adiado. Uma audiência foi marcada para 4 de abril de 2011, para determinar se os advogados de McInerney estariam prontos para um julgamento a partir de 2 de maio. Adiamentos anteriores seguiram moções de advogados de defesa solicitando a recusa do promotor público, uma mudança de local e mais tempo para apuração de fatos. Em agosto de 2010, o juiz do Tribunal Superior do Condado de Ventura, Charles Campbell, decidiu que o julgamento prosseguiria no condado de Ventura com jurados selecionados no Condado de Santa Bárbara. Em 6 de dezembro de 2010, Campbell negou o pedido de recusa.
Um tribunal de apelações da Califórnia afirmou em 5 de maio de 2011, que os registros juvenis de King permanecerão lacrados depois que um tribunal de primeira instância recusou o pedido da equipe de defesa de McInerney para a liberação de tais registros.
Após vários atrasos, o julgamento começou em 5 de julho de 2011, com mudança de local para Chatsworth, Los Angeles. Várias datas previamente agendadas foram ignoradas por vários motivos, e planos ou solicitações para mudar o local ou usar jurados de outros locais na Califórnia não foram realizados.

## Julgamento

### Primeiro julgamento
No primeiro dia de julgamento, James Bing, meio-irmão de McInerney, foi advertido pelo juiz Campbell porque foi ouvido que Bing foi até o júri fora do tribunal e se dirigiu a eles. Ele disse: “O destino do meu irmão está em suas mãos”. Bing foi então banido do tribunal, a menos que fosse convocado para testemunhar. O promotor descreveu McInerney como um adolescente popular, habilidoso em artes marciais e no disparo de armas, além de ser um supremacista branco. Ela passou a descrever King como um cara pequeno que muitas vezes era alvo de provocações, dizendo que King usava botas de salto alto, maquiagem e joias junto com seu uniforme escolar para ir à escola. Scott Wippert, advogado de McInerney, descreveu King como o agressor, dizendo que ele muitas vezes era sexualmente agressivo e muitas vezes fazia comentários inadequados, provocando McInerney.
Testemunhas que eram estudantes e colegas de McInerney testemunharam em 7 de julho de 2011. Uma testemunha disse que King disse a ela que havia mudado seu nome para Leticia. Outra testemunha disse que muitos estudantes zombavam de King e o chamavam de nomes ofensivos pelas costas quando ele chegava à escola usando maquiagem e joias. Algumas das testemunhas disseram que nunca notaram King fazendo investidas sexuais em relação a outros estudantes, mas que os comentários sexuais que ele fez estavam "apenas brincando" com McInerney.
A ex-vice-diretora da E.O. Green School, Joy Epstein, testemunhou em 11 de julho de 2011. Ela disse que discutiu o comportamento de King com outros funcionários escolares do distrito escolar e eles decidiram que era, de acordo com os direitos constitucionais da Califórnia, legítimo para King vestisse o que quisesse, a menos que isso violasse o código de vestimenta da escola. Joy Epstein disse que botas de salto alto, maquiagem e joias eram permitidas de acordo com a política de vestimenta da escola de Oxnard. Ela disse que outro administrador do distrito disse que a escola deve proteger os direitos civis e iguais dos alunos. Outra professora testemunhou que os alunos lhe disseram que King os procuraria e os seguiria até ao banheiro, comportamento que ela considerou assédio sexual. Epstein disse a ela que a escola nada poderia fazer a respeito do comportamento.
Em 22 de julho de 2011, o júri viu a filmagem de um vídeo em que McInerney lutava no salão juvenil do Condado de Ventura, onde mora atualmente. Um dos agentes penitenciários testemunhou que o réu era um “bom garoto” no programa de honras por bom comportamento e tinha relacionamento com pessoas de diferentes origens e origens. Ele disse que dentro do ambiente juvenil os combates eram uma ocorrência rotineira e que McInerney não era propenso à violência como alegou a acusação.
Dawn Boldrin, uma professora de inglês, testemunhou e disse que aconselhou King e disse-lhe que ele não deveria usar roupas que chamassem a atenção se não quisesse receber atenção negativa. Ela também deu ao adolescente, que estava explorando sua identidade sexual e/ou de gênero, um vestido de chiffon verde sem alças. Ela queria que ele usasse fora da escola. Foi mostrada uma foto de Larry King segurando o vestido e muitas pessoas no tribunal choravam. Greg King, o pai de Larry, ficou chateado e reuniu sua família para ir embora, mas antes de fazer isso, Dawn King, a mãe de Larry, xingou a filha de 13 anos de Boldrin e um parente. O juiz posteriormente proibiu Dawn King do restante do julgamento. Como os administradores da escola estavam permitindo que King usasse o que quisesse, desde que não violasse o código de vestimenta, a defesa argumentou que isso permitia que King assediasse sexualmente McInerney.
O julgamento terminou sem veredicto e foi declarado anulado pelo juiz, juiz do Tribunal Superior do Condado de Ventura, Charles Campbell, na quinta-feira, 1º de setembro de 2011, depois que o júri relatou que eles estavam em um impasse irremediável e incapazes de chegar a um veredicto unânime. Foram oito semanas de depoimentos com quase 100 testemunhas, e o júri estava deliberando desde 26 de agosto de 2011. O júri realizou quatro votações e a última votação foi dividida entre sete jurados que votaram por homicídio culposo e cinco jurados que votaram por homicídio em primeiro ou segundo grau. Análises posteriores mostraram que os advogados de defesa escolheram seguir a estratégia de defesa contra o pânico gay, com vários jurados declarando posteriormente no programa de televisão 20/20 que King estava intimidando McInerney, deixando McInerney "sem saída".

### Segundo julgamento
Em 2 de setembro de 2011, o gabinete do procurador anunciou que pretendia julgar novamente McInerney, e uma audiência foi marcada para 5 de outubro de 2011. Para o segundo julgamento, os promotores retiraram a acusação de crime de ódio.
Em 21 de novembro de 2011, McInerney se declarou culpado de assassinato em segundo grau, homicídio culposo e uso de arma de fogo. Ele foi condenado a 21 anos de prisão, inicialmente em uma instituição juvenil e depois na prisão ao completar 18 anos, sem nenhum crédito concedido pelo tempo cumprido antes do julgamento ou por bom comportamento. Ele foi condenado em 19 de dezembro. Desde março de 2022, McInerney foi preso no Centro Correcional da Califórnia. Desde março de 2023, McInerney está preso na Prisão Estadual de Folsom.

## Na cultura popular
Muitas celebridades comentaram sobre o assassinato de Lawrence King. Alguns, como Janet Jackson, Calpernia Addams, Sara Bareilles e Taylor Swift, usaram sua fama e reconhecimento para criar um anúncio de serviço público sobre o assassinato que foi veiculado na Logo e nas redes da MTV. Vítima de brutalidade policial, Rodney King comparou o assassinato à sua própria experiência como vítima de crime de ódio, afirmando: "O que aprendemos? O que mudamos?"
Um exame das circunstâncias que precederam e se seguiram ao assassinato de 2008 foi capturado no documentário da HBO de 2013, Valentine Road.
O assassinato foi uma inspiração central para o premiado romance para jovens adultos do escritor canadense Raziel Reid, When Everything Feels Like the Movies, publicado em 2014. e o romance de Simon Boulerice, L'enfant mascara, publicado em 2016.
Um livro do psicólogo clínico Ken Corbett, A Murder Over a Girl, foi publicado em março de 2016, abordando a tragédia e como o bullying, a homofobia e a transfobia causaram o assassinato de Larry King. O livro também detalha a vida pessoal de Larry King, Brandon McInerney e pessoas próximas aos meninos, ao mesmo tempo que fala sobre como foram os julgamentos naquela época.
A E.O. Green Junior High School instalou uma aliança chamada Prism, um espaço seguro para jovens LGBTQ e aliados, anos após a morte de Larry King.
O podcast Criminal cobriu o assassinato de Larry King em seu episódio, "Panic Defense", sobre a defesa do pânico gay.